# Challenge Ciclista a Mallorca 2019
La 28.ª edición de la Challenge Ciclista a Mallorca fue una serie de carreras de ciclismo que se celebró en España entre el 31 de enero y el 3 de febrero de 2019 sobre un recorrido total de 649 kilómetros en la isla baleares de Mallorca.
Las cuatro carreras formaron parte del UCI Europe Tour 2019, dentro de la categoría UCI 1.1

## Equipos participantes
Tomaron parte en la carrera 16 equipos: 10 de categoría UCI WorldTeam; y 6 de categoría Profesional Continental. Los equipos participantes fueron:
| WorldTeams (6)- Movistar Team - Lotto Soudal - Bora-hansgrohe - Trek-Segafredo - Katusha-Alpecin - UAE Team Emirates Equipos continentales profesionales (10)- Caja Rural-Seguros RGA - Cofidis, Solutions Crédits - Euskadi Basque Country-Murias - Sport Vlaanderen-Baloise - Direct Énergie - Arkéa-Samsic - Israel Cycling Academy - Wanty-Groupe Gobert - Roompot-Charles - Rally UHC Cycling |
| |

## Clasificaciones finales
- Las clasificaciones finalizaron de la siguiente forma:[3]

### Trofeo Las Salinas-Campos-Porreras-Felanich
| \| Clasificación general \| Clasificación general \| Clasificación general \| Clasificación general \| Clasificación general \| \| Ciclista \| Ciclista \| Equipo \| Tiempo \| \| \| --------------------- \| --------------------- \| -------------------------- \| --------------------- \| --------------------- \| \| 1.º \| Jesús Herrada \| Cofidis, Solutions Crédits \| 4 h 12 min 29 s \| \| \| 2.º \| Guillaume Martin \| Wanty-Gobert \| + 11 s \| \| \| 3.º \| Bauke Mollema \| Trek-Segafredo \| + 11 s \| \| \| 4.º \| Alejandro Valverde \| Movistar Team \| + 11 s \| \| \| 5.º \| Tim Wellens \| Lotto-Soudal \| + 13 s \| \| \| 6.º \| Sergio Higuita \| Fundación Euskadi \| + 13 s \| \| \| 7.º \| Patrick Konrad \| Bora-Hansgrohe \| + 13 s \| \| \| 8.º \| Fabio Aru \| UAE Team Emirates \| + 16 s \| \| \| 9.º \| Warren Barguil \| Arkéa-Samsic \| + 16 s \| \| \| 10.º \| Rafał Majka \| Bora-Hansgrohe \| + 16 s \| \| |                    |                            |                 |
| |                    |                            |                 |
| Fuente: ProCyclingStats |                    |                            |                 |
| Clasificación general |                    |                            |                 |
| Ciclista | Ciclista           | Equipo                     | Tiempo          |
| 1.º | Jesús Herrada      | Cofidis, Solutions Crédits | 4 h 12 min 29 s |
| 2.º | Guillaume Martin   | Wanty-Gobert               | + 11 s          |
| 3.º | Bauke Mollema      | Trek-Segafredo             | + 11 s          |
| 4.º | Alejandro Valverde | Movistar Team              | + 11 s          |
| 5.º | Tim Wellens        | Lotto-Soudal               | + 13 s          |
| 6.º | Sergio Higuita     | Fundación Euskadi          | + 13 s          |
| 7.º | Patrick Konrad     | Bora-Hansgrohe             | + 13 s          |
| 8.º | Fabio Aru          | UAE Team Emirates          | + 16 s          |
| 9.º | Warren Barguil     | Arkéa-Samsic               | + 16 s          |
| 10.º | Rafał Majka        | Bora-Hansgrohe             | + 16 s          |

### Trofeo Andrach-Lloseta
| \| Clasificación general \| Clasificación general \| Clasificación general \| Clasificación general \| Clasificación general \| \| Ciclista \| Ciclista \| Equipo \| Tiempo \| \| \| --------------------- \| --------------------- \| -------------------------- \| --------------------- \| --------------------- \| \| 1.º \| Emanuel Buchmann \| Bora-Hansgrohe \| 4 h 39 min 03 s \| \| \| 2.º \| Tim Wellens \| Lotto-Soudal \| + 16 s \| \| \| 3.º \| Bauke Mollema \| Trek-Segafredo \| + 19 s \| \| \| 4.º \| Pieter Weening \| Roompot-Charles \| + 21 s \| \| \| 5.º \| Jesús Herrada \| Cofidis, Solutions Crédits \| + 35 s \| \| \| 6.º \| Gianluca Brambilla \| Trek-Segafredo \| + 35 s \| \| \| 7.º \| Guillaume Martin \| Wanty-Gobert \| + 37 s \| \| \| 8.º \| Jürgen Roelandts \| Movistar Team \| + 41 s \| \| \| 9.º \| Warren Barguil \| Arkéa-Samsic \| + 45 s \| \| \| 10.º \| Alejandro Valverde \| Movistar Team \| + 51 s \| \| |                    |                            |                 |
| |                    |                            |                 |
| Fuente: ProCyclingStats |                    |                            |                 |
| Clasificación general |                    |                            |                 |
| Ciclista | Ciclista           | Equipo                     | Tiempo          |
| 1.º | Emanuel Buchmann   | Bora-Hansgrohe             | 4 h 39 min 03 s |
| 2.º | Tim Wellens        | Lotto-Soudal               | + 16 s          |
| 3.º | Bauke Mollema      | Trek-Segafredo             | + 19 s          |
| 4.º | Pieter Weening     | Roompot-Charles            | + 21 s          |
| 5.º | Jesús Herrada      | Cofidis, Solutions Crédits | + 35 s          |
| 6.º | Gianluca Brambilla | Trek-Segafredo             | + 35 s          |
| 7.º | Guillaume Martin   | Wanty-Gobert               | + 37 s          |
| 8.º | Jürgen Roelandts   | Movistar Team              | + 41 s          |
| 9.º | Warren Barguil     | Arkéa-Samsic               | + 45 s          |
| 10.º | Alejandro Valverde | Movistar Team              | + 51 s          |

### Trofeo Serra de Tramuntana
| \| Clasificación general \| Clasificación general \| Clasificación general \| Clasificación general \| Clasificación general \| \| Ciclista \| Ciclista \| Equipo \| Tiempo \| \| \| --------------------- \| ----------------------- \| --------------------- \| --------------------- \| --------------------- \| \| 1.º \| Tim Wellens \| Lotto-Soudal \| 4 h 50 min 40 s \| \| \| 2.º \| Emanuel Buchmann \| Bora-Hansgrohe \| + 14 s \| \| \| 3.º \| Alejandro Valverde \| Movistar Team \| + 1 min 02 s \| \| \| 4.º \| Sergio Higuita \| Fundación Euskadi \| + 1 min 19 s \| \| \| 5.º \| Simon Špilak \| Katusha-Alpecin \| + 1 min 33 s \| \| \| 6.º \| Nélson Filippe Oliveira \| Movistar Team \| + 1 min 46 s \| \| \| 7.º \| Guillaume Martin \| Wanty-Gobert \| + 1 min 46 s \| \| \| 8.º \| Pieter Weening \| Roompot-Charles \| + 1 min 46 s \| \| \| 9.º \| José Joaquín Rojas \| Movistar Team \| + 1 min 49 s \| \| \| 10.º \| Giulio Ciccone \| Trek-Segafredo \| + 1 min 49 s \| \| |                         |                   |                 |
| |                         |                   |                 |
| Fuente: ProCyclingStats |                         |                   |                 |
| Clasificación general |                         |                   |                 |
| Ciclista | Ciclista                | Equipo            | Tiempo          |
| 1.º | Tim Wellens             | Lotto-Soudal      | 4 h 50 min 40 s |
| 2.º | Emanuel Buchmann        | Bora-Hansgrohe    | + 14 s          |
| 3.º | Alejandro Valverde      | Movistar Team     | + 1 min 02 s    |
| 4.º | Sergio Higuita          | Fundación Euskadi | + 1 min 19 s    |
| 5.º | Simon Špilak            | Katusha-Alpecin   | + 1 min 33 s    |
| 6.º | Nélson Filippe Oliveira | Movistar Team     | + 1 min 46 s    |
| 7.º | Guillaume Martin        | Wanty-Gobert      | + 1 min 46 s    |
| 8.º | Pieter Weening          | Roompot-Charles   | + 1 min 46 s    |
| 9.º | José Joaquín Rojas      | Movistar Team     | + 1 min 49 s    |
| 10.º | Giulio Ciccone          | Trek-Segafredo    | + 1 min 49 s    |

### Trofeo Playa de Palma-Palma
| \| Clasificación general \| Clasificación general \| Clasificación general \| Clasificación general \| Clasificación general \| \| Ciclista \| Ciclista \| Equipo \| Tiempo \| \| \| --------------------- \| --------------------- \| -------------------------- \| --------------------- \| --------------------- \| \| 1.º \| Marcel Kittel \| Katusha-Alpecin \| 3 h 45 min 23 s \| \| \| 2.º \| Timothy Dupont \| Wanty-Gobert \| + 0 s \| \| \| 3.º \| Hugo Hofstetter \| Cofidis, Solutions Crédits \| + 0 s \| \| \| 4.º \| Christophe Noppe \| Sport Vlaanderen-Baloise \| + 0 s \| \| \| 5.º \| André Greipel \| Arkéa-Samsic \| + 0 s \| \| \| 6.º \| Rüdiger Selig \| Bora-Hansgrohe \| + 0 s \| \| \| 7.º \| Maxence Moncassin \| Amore & Vita-Prodir \| + 0 s \| \| \| 8.º \| John Degenkolb \| Trek-Segafredo \| + 0 s \| \| \| 9.º \| Boris Vallée \| Wanty-Gobert \| + 0 s \| \| \| 10.º \| José Joaquín Rojas \| Movistar Team \| + 0 s \| \| |                    |                            |                 |
| |                    |                            |                 |
| Fuente: ProCyclingStats |                    |                            |                 |
| Clasificación general |                    |                            |                 |
| Ciclista | Ciclista           | Equipo                     | Tiempo          |
| 1.º | Marcel Kittel      | Katusha-Alpecin            | 3 h 45 min 23 s |
| 2.º | Timothy Dupont     | Wanty-Gobert               | + 0 s           |
| 3.º | Hugo Hofstetter    | Cofidis, Solutions Crédits | + 0 s           |
| 4.º | Christophe Noppe   | Sport Vlaanderen-Baloise   | + 0 s           |
| 5.º | André Greipel      | Arkéa-Samsic               | + 0 s           |
| 6.º | Rüdiger Selig      | Bora-Hansgrohe             | + 0 s           |
| 7.º | Maxence Moncassin  | Amore & Vita-Prodir        | + 0 s           |
| 8.º | John Degenkolb     | Trek-Segafredo             | + 0 s           |
| 9.º | Boris Vallée       | Wanty-Gobert               | + 0 s           |
| 10.º | José Joaquín Rojas | Movistar Team              | + 0 s           |